# Tank (wokalista)
Tank (właśc. Durrell Babbs; ur. 1 stycznia 1976 r. w Milwaukee) – amerykański piosenkarz rhytm and bluesowy, autor piosenek, producent muzyczny. W 2008 r. był dwukrotnie nominowany do nagrody Grammy − w kategorii najlepszy album R&B za Sex, Love & Pain oraz w kategorii najlepsze męskie wykonanie utworu R&B za "Please Don't Go".

## Dyskografia
- Force of Nature (2001)
- One Man (2002)
- Sex, Love & Pain (2007)
- Sex Love & Pain II: The All Night Experience (2010)